# Torneo Apertura 2020 de Primera B (Liga Chacarera)
El Torneo Apertura 2020 de Primera B, organizado por la Liga Chacarera de Fútbol, será la primera competición del año de dicha categoría, que dará comienzo en la primera semana del mes abril y finalizará el 17 de mayo.
Se disputará a una sola rueda, por el sistema de todos contra todos. El torneo sólo servirá de preparación y para sumar puntos para la tabla conjunta.
La fecha de inicio del torneo estaba estipulada para el día 3 de abril, pero debido a la pandemia del COVID-19, se suspendió toda actividad social, cultural y deportiva tanto en la provincia, cómo en el país.
Finalmente el torneo fue cancelado debido a la propagación del COVID-19.

## Ascensos y descensos
| Pos           | Ascendidos a la Primera División 2019 |
| ------------- | ------------------------------------- |
| Campeón Anual | Ateneo Mariano Moreno                 |
| Campeón Petit | El Auténtico                          |

| Prom                    | Descendidos de la Primera División 2019 |
| ----------------------- | --------------------------------------- |
| 10.º Tabla Conjunta     | Obreros de San Isidro                   |
| 10.º Tabla de Promedios | Villa Dolores                           |

## Formato

### Competición
- El torneo se jugará a una rueda con el sistema de Todos Contra Todos.
- El equipo que se ubique en la primera ubicación de la Tabla de posiciones al finalizar el torneo, se consagrará campeón.
- En el caso de que dos o más equipos finalicen en el primer puesto, se deberá jugar un desempate para coronar al campeón.

## Equipos participantes
| # | Equipo                                       | Ciudad                  | Departamento        |
| - | -------------------------------------------- | ----------------------- | ------------------- |
| 1 | Club Deportivo Sumalao                       | Sumalao                 | Valle Viejo         |
| 2 | Club Deportivo Juventud Unida                | La Falda de San Antonio | Fray Mamerto Esquiú |
| 3 | Centro Cultural y Deportivo La Carrera       | La Carrera              | Fray Mamerto Esquiú |
| 4 | Club Social Cultural y Deportivo La Estación | Miraflores              | Capayán             |
| 5 | Club Social y Deportivo Las Pirquitas        | Las Pirquitas           | Fray Mamerto Esquiú |
| 6 | Club Obreros de San Isidro                   | San Isidro              | Valle Viejo         |
| 7 | Club Social y Deportivo San Antonio          | San Antonio             | Fray Mamerto Esquiú |
| 8 | Club Sportivo Villa Dolores                  | Villa Dolores           | Valle Viejo         |

### Distribución geográfica de los equipos
| Departamento        | Cant. | Equipos                                                              |
| ------------------- | ----- | -------------------------------------------------------------------- |
| Fray Mamerto Esquiú | 4     | Juventud Unida (LF), La Carrera, Las Pirquitas y Social San Antonio. |
| Valle Viejo         | 3     | Deportivo Sumalao, Obreros y Villa Dolores.                          |
| Capayán             | 1     | La Estación.                                                         |
| Total               | 8     |                                                                      |

## Competición

### Tabla de posiciones
| Pos. | Equipo                    | Pts. | PJ | PG | PE | PP | GF | GC | Dif. |
| ---- | ------------------------- | ---- | -- | -- | -- | -- | -- | -- | ---- |
| 01.º | Deportivo Sumalao         | 0    | 0  | 0  | 0  | 0  | 0  | 0  | 0    |
| 02.º | Juventud Unida (La Falda) | 0    | 0  | 0  | 0  | 0  | 0  | 0  | 0    |
| 03.º | La Carrera                | 0    | 0  | 0  | 0  | 0  | 0  | 0  | 0    |
| 04.º | La Estación (Miraflores)  | 0    | 0  | 0  | 0  | 0  | 0  | 0  | 0    |
| 05.º | Las Pirquitas             | 0    | 0  | 0  | 0  | 0  | 0  | 0  | 0    |
| 06.º | Obreros de San Isidro     | 0    | 0  | 0  | 0  | 0  | 0  | 0  | 0    |
| 07.º | Social San Antonio        | 0    | 0  | 0  | 0  | 0  | 0  | 0  | 0    |
| 08.º | Villa Dolores             | 0    | 0  | 0  | 0  | 0  | 0  | 0  | 0    |

|  | El equipo que ocupe esta posición se consagrará campeón. |

#### Evolución de las posiciones
| Equipo / Fecha        | 1  | 2 | 3 | 4 | 5 | 6 | 7 |
| --------------------- | -- | - | - | - | - | - | - |
| Deportivo Sumalao     | 01 | - | - | - | - | - | - |
| Juventud Unida (LF)   | 02 | - | - | - | - | - | - |
| La Carrera            | 03 | - | - | - | - | - | - |
| La Estación (M)       | 04 | - | - | - | - | - | - |
| Las Pirquitas         | 05 | - | - | - | - | - | - |
| Obreros de San Isidro | 06 | - | - | - | - | - | - |
| Social San Antonio    | 07 | - | - | - | - | - | - |
| Villa Dolores         | 08 | - | - | - | - | - | - |

| 1. |

### Resultados
|  | - |
|  | - |
|  | - |
|  | - |

|  | - |
|  | - |
|  | - |
|  | - |

|  | - |
|  | - |
|  | - |
|  | - |

|  | - |
|  | - |
|  | - |
|  | - |

|  | - |
|  | - |
|  | - |
|  | - |

|  | - |
|  | - |
|  | - |
|  | - |

|  | - |
|  | - |
|  | - |
|  | - |

|  |

## Estadísticas

### Goleadores
| Jugador              | Equipo | Goles |
| -------------------- | ------ | ----- |
| -                    | -      | -     |
| Bandera de Argentina |        |       |
| Bandera de Argentina |        | -     |
| Actualizado al abril |        |       |

| Bandera de Argentina |
| Bandera de Argentina |
| Bandera de Argentina |